# Паола Андіно
Паола Ніколь Андіно (англ. Paola Nicole Andino; нар. 22 березня 1997) — американська акторка та модель пуерто-риканського походження. Відома за роль Емми Алонсо в т/с Чаклунська історія.

## Біографія
Андіно народилася в Байамоні, Пуерто-Рико та переїхала в Даллас, Техас, у віці трьох років. В дитинстві вона танцювала на конкурсній основі як член Footlights Dance Studio. В десять років почала брати уроки акторської майстерності з Антонією Денардо. Після появи в епізоді у медичному т/с Анатомія Грей в 2011 р. знялася в фільмі зали слави Hallmark По ту сторону дошки. У грудні 2013 р. вона отримала головну жіночу роль Емми Алонсо в серіалі Чаклунська історія. За цю роль Паола була номінована як Найкраща молода актриса на 29-й церемонії Imagen Awards.

## Особисте життя
Її зріст — 1,59 м.

## Фільмографія
| Рік  | Назва               | Роль        | Примітки                 |
| ---- | ------------------- | ----------- | ------------------------ |
| 2010 | Анатомія Грей       | Лілі        | Телесеріал, 1 епізод     |
| 2011 | По ту сторону дошки | Марія       | Телефільм                |
| 2014 | Чаклунська історія  | Емма Алонсо | Телесеріал, головна роль |
| 2024 | Ліза Франкенштейн   | Місті       | Кінофільм                |